# Niezależna Telewizja Lokalna
NTL, Niezależna Telewizja Lokalna – zlikwidowana regionalna stacja telewizyjna, dawniej nadająca na terenie 6 powiatów: radomszczańskiego, piotrkowskiego, bełchatowskiego, pajęczańskiego, częstochowskiego i włoszczowskiego. Od czerwca 2015 była dostępna także na platformach satelitarnych (Platforma Canal+ i od czerwca 2019 na Cyfrowym Polsacie), w związku z czym stacja była dostępna dla widzów w całej Europie. W grudniu 2015 stacja uruchomiła nadajnik DVB-T w Łodzi i tym samym zwiększyła zasięg emisji o kolejne miasta, w tym m.in. o Pabianice, Zgierz i Wieluń.
1 grudnia 2020 roku kanał został przekształcony w TVC (Telewizję Centrum), a stacja zakończyła nadawanie.

## Historia
Od 1994 roku stacja należała do lokalnego biznesmena Tadeusza Dąbrowskiego, który 14 grudnia 2005 roku odsprzedał ją Grupie ITI. Stacja koncesję na nadawanie naziemne otrzymała w maju 1994. Początkowo wchodziła w skład sieci lokalnych stacji TV Odra. Od powstania w 1998 roku Naszej Telewizji (Naszej TV) retransmitowała jej program, następnie od kwietnia 2000 roku – TV4, mając zagwarantowane własne pasma lokalne. We wrześniu 2005 roku stacja zmieniła strategię i podpisała umowę z TVN na retransmisję programu, a po paru miesiącach Grupa ITI wykupiła w niej udziały.
Od 2 lipca 2015 do 2018. NTL Radomsko była własnością amerykańskiego koncernu Scripps Networks Interactive, a od 2018 do 2019. należała do Discovery. Od 2019 należała do grupy MWE Networks.
Telewizja NTL 19 grudnia 2013 uruchomiła lokalny multipleks cyfrowy. Sygnał emitowany był z nadajników na Górze Kamieńsk, Częstochowa/Błeszno i Tomaszów Mazowiecki. Za pośrednictwem multipleksu emitowały były także kanały 4fun.tv, 4fun Hits, Stars.TV oraz Eska TV, która 2 stycznia 2017 zastąpiła stację Vox Music TV, emitowaną od 5 sierpnia 2014. Program docierał do blisko 2 milionów mieszkańców z 3 województw.
Program był nadawany przez 18 godzin na dobę (od 6:00 do 0:00). Ponadto NTL nie retransmitowała już sygnału TVN-u. 22 lutego 2014 stacja NTL zakończyła testowe nadawanie i rozpoczęła regularną emisję. 1 kwietnia 2014 stacja uruchomiła w naziemnej telewizji cyfrowej elektroniczny przewodnik po programach (EPG).
18 maja 2015 na wniosek nadawcy KRRiT dokonała zmiany w obowiązującej koncesji naziemnej kanału poprzez dodanie zapisu o rozpowszechnianiu stacji w sposób rozsiewczy satelitarny. 14 czerwca 2015 roku kanał został uruchomiony jako FTA na satelicie Hot Bird. W Cyfrowym Polsacie stacja była dostępna na kanale 197 (od 18 czerwca 2019 roku), natomiast w Platformie Canal+ telewizja NTL była dostępna jest na kanale 155. Według cotygodniowych badań oglądalności poszczególne pasma oglądało ponad 130 000 osób. Oglądalność Kuriera była szacowana na blisko 150 tys. widzów.
3 kwietnia 2017 NTL wprowadzono do UPC Polska, początkowo dla dekoderów Horizon, a od 14 kwietnia 2017 również dla MediaBox i UPC MediaModuł na kanale 355.
Na początku grudnia 2020 roku po przejęciu większościowych udziałów przez Michała Winnickiego, stacja zmieniła nazwę na TVC.

## Programy NTL
Programy informacyjne, publicystyczne:
- Kurier (prowadzący: Marzena Andrzejczak, Monika Cisowska)
- Minął tydzień
- Bilans
- Rozmowa dnia
- Kwadrans dla rodziny
- Obiektyw
- Dzika kuchnia
- Ale jazda
- #RZECZo
- Mieć pracę
- Tydzień częstochowski
- Miedza
- Komentarz tygodnia
- Magazyn sportowy
- Bilet do kultury
- Pogoda na weekend

Programy rozrywkowe, teleturnieje:
- Jutro weekend
- Już weekend

## Nadajniki

### Analogowe
| Nadajnik                       | Kanał | Częstotliwość | Moc ERP nadajnika | Polaryzacja | Kierunkowość | Uwagi                                                             |
| ------------------------------ | ----- | ------------- | ----------------- | ----------- | ------------ | ----------------------------------------------------------------- |
| Radomsko/Amelin (ul. Krańcowa) | 9     | 199,25 MHz    | 1 kW              | pozioma     | dookólna     | Wyłączony 15 lutego 2015 jako ostatni nadajnik analogowy w Polsce |

### Cyfrowe
| Nadajnik                                 | Kanał | Częstotliwość | Moc ERP nadajnika | Polaryzacja | Kierunkowość | Kompresja wizji | Uwagi |
| ---------------------------------------- | ----- | ------------- | ----------------- | ----------- | ------------ | --------------- | ----- |
| Tomaszów Mazowiecki/Komin b. ZWCh Wistom | 36    | 594 MHz       | 1,2 kW            | pozioma     | dookólna     | MPEG-4 AVC      |       |
| Częstochowa/Komin b. CSM Mleczgal        | 36    | 594 MHz       | 2,2 kW            | pozioma     | dookólna     | MPEG-4 AVC      |       |

## Satelita
Dane techniczne przekazu cyfrowego z satelity:
| Satelita      | EUTELSAT Hot Bird 13C |
| Pozycja       | 13°E                  |
| Transponder   | 16                    |
| Częstotliwość | 11393,000 MHz         |
| Polaryzacja   | V                     |
| Symbol Rate   | 27500 Ms/s            |
| FEC           | 3/4                   |
| Kodowanie     | FTA                   |